# Stenopterygia sikkima
Stenopterygia sikkima är en fjärilsart som beskrevs av Moore 1882. Stenopterygia sikkima ingår i släktet Stenopterygia och familjen nattflyn. Inga underarter finns listade i Catalogue of Life.